# Kaple Anděla Strážce (Severní)
Kaple Anděla Strážce (německy Schutzengelkapelle) byla jedinou sakrální stavbou na území vsi, dříve samostatné obce, Severní (místní část obce Lobendava). Postavena byla v letech 1868–1869 z prostředků velikonočních pěvců a zanikla v 50. letech 20. století. Stála na severním okraji vesnice při hlavní cestě ve směru do Steinigtwolmsdorfu.

## Historie
Na severním konci původně samostatné obce Severní stála dřevěná zvonice. Na jejím místě byla v letech 1868–1869 postavena kaple zasvěcená Andělu Strážci. Její vysvěcení proběhlo 6. června 1869 a prostředky na výstavbu daroval místní spolek velikonočních pěvců. Využívána byla pro zvonění klekání a patrně i při oznámení úmrtí. Na pravidelné nedělní bohoslužby docházeli místní věřící do farního kostela Navštívení Panny Marie v Lobendavě, jednou za dva týdny se konala bohoslužba přímo v kapli. Kaple byla až do konce druhé světové války udržována. Po jejím skončení chátrala a potkal ji tak osud mnoha dalších staveb ve vsi. Na konci 50. let 20. století byla spolu se sousedními domy stržena. Zvon se přesunul do věže lobendavského kostela. Dnes je parcela vedena v katastru nemovitostí jako neplodná půda, jejím vlastníkem je obec Lobendava.

## Popis
Kaple stála na malém návrší při hlavní silnici procházející Severním a vedlo k ní kamenné schodiště. Postavena byla na obdélném půdorysu a nevyznačovala se výraznými architektonickými prvky. Jednoduchá nečleněná fasáda nebyla výrazně barevně odlišena. V bočních stěnách kaple byla umístěna vždy dvě okna obdélného tvaru s půlkruhovým zakončením. Dveře v průčelí byly obdélné, dvojkřídlé, doplněné o půlkruhový světlík. Nad nimi se ve štítu nacházela malá nika se soškou Panny Marie. Polovalbovou střechu pokrývala břidlice, v popředí byl umístěn šestiboký sanktusník s ocelovým zvonem z roku 1918. Uvnitř kaple stál dřevěný oltář a tři řady lavic po obou stranách, k výbavě patřilo také několik menších obrazů. Prostranství před kaplí doplňovaly dvě lípy malolisté, které přečkaly demolici.

## Galerie

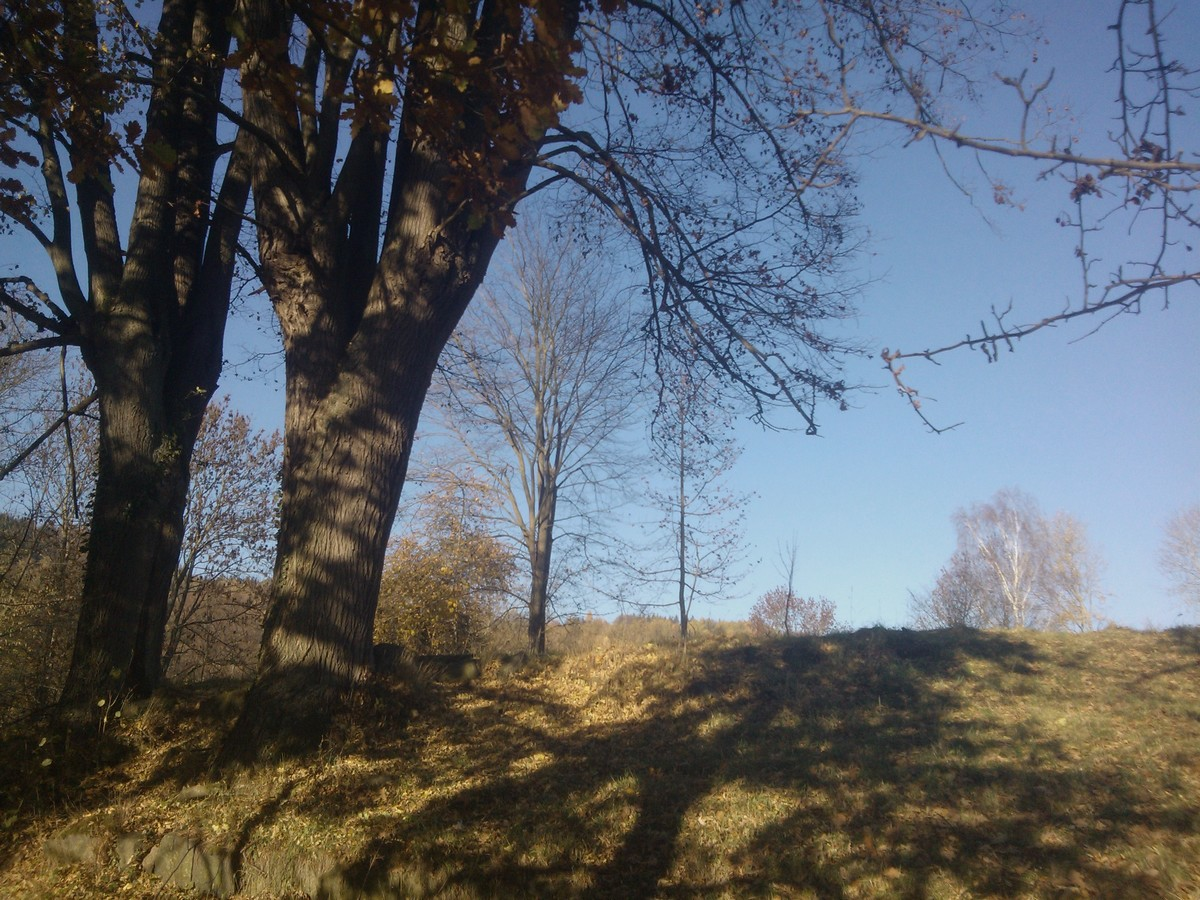
Místo, kde kaple stála (2015)
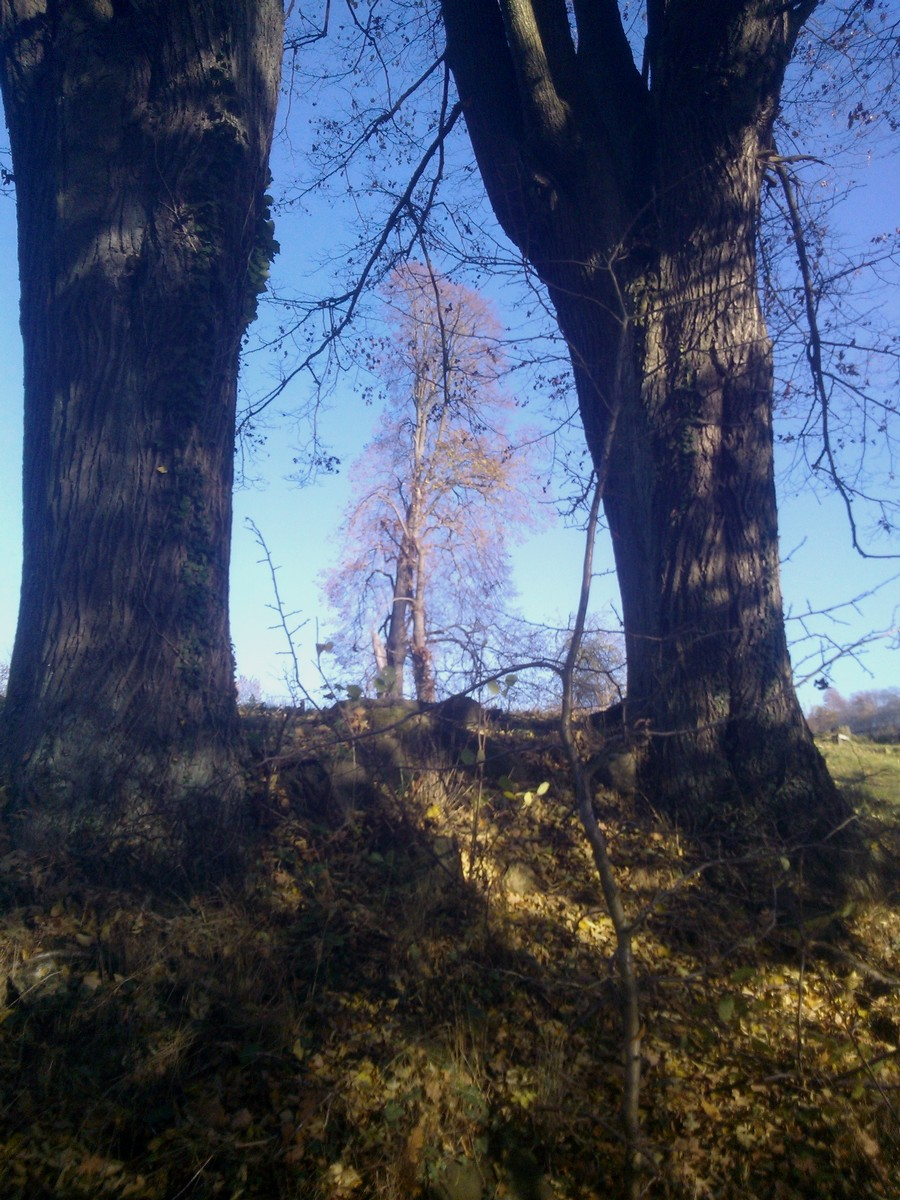
Místo, kde kaple stála (2015)
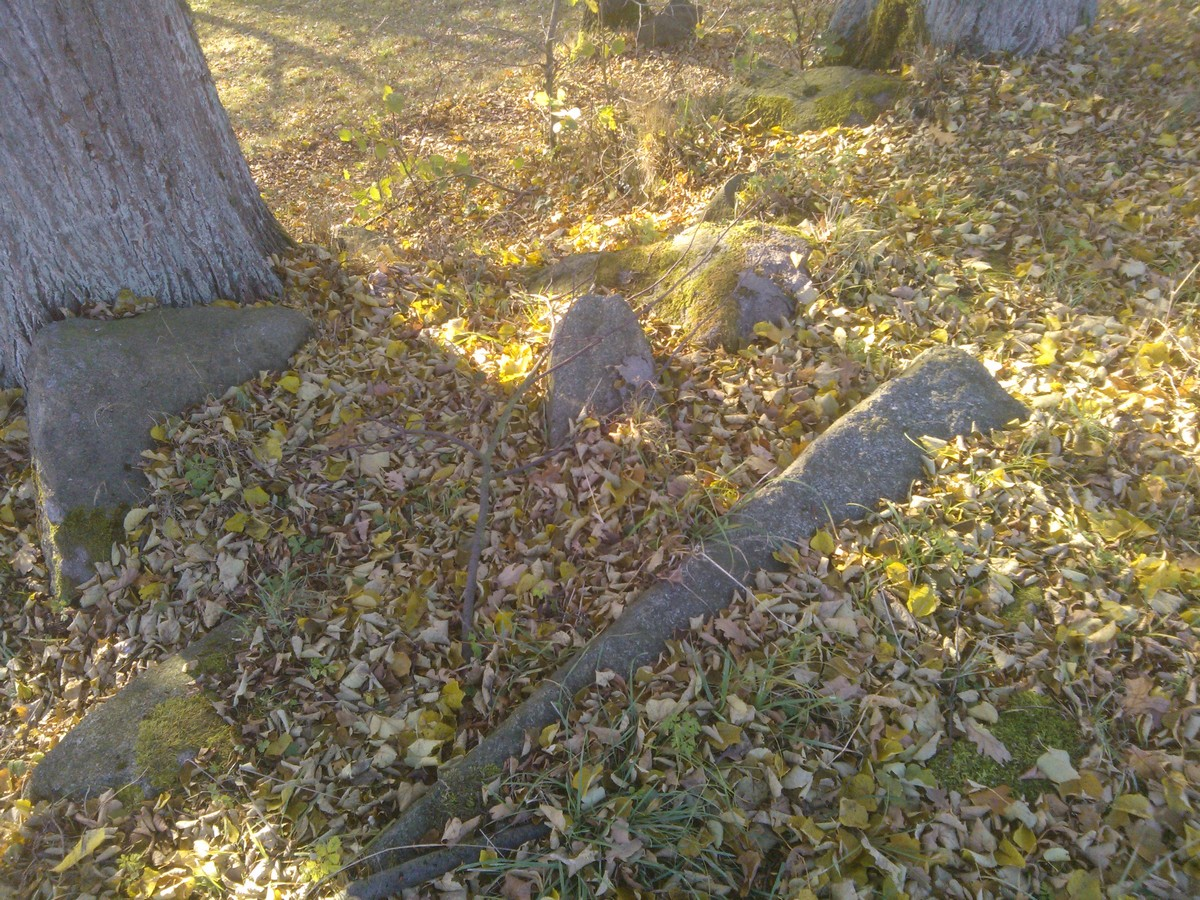
Zbytky kaple (2015)
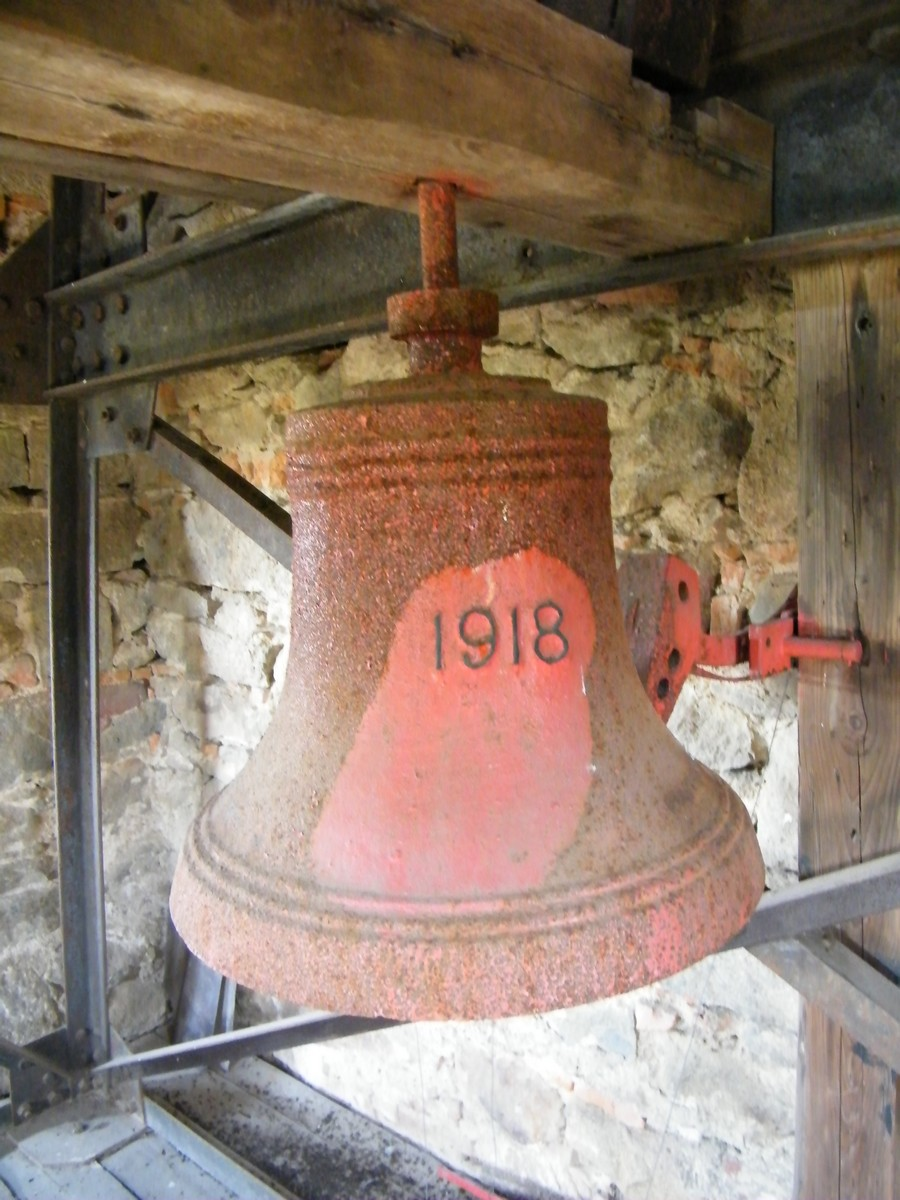
Zvon umístěný v lobendavském kostele (2017)